# Biflustra grandicella
Biflustra grandicella är en mossdjursart som först beskrevs av Ferdinand Canu och Ray Smith Bassler 1929.  Biflustra grandicella ingår i släktet Biflustra och familjen Membraniporidae.
Artens utbredningsområde är havet kring Nya Zeeland. Inga underarter finns listade i Catalogue of Life.